# Meccanismo concertato
In chimica organica un meccanismo concertato consiste in una reazione nella quale si ha un passaggio diretto dai reagenti ai prodotti senza alcun intermedio di reazione (ovvero un meccanismo a stadi)

## Esempi di meccanismi concertati

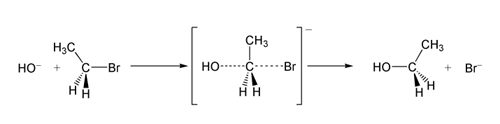
Esempio di reazione di sostituzione nucleofila S_{N}2 che segue un meccanismo concertato

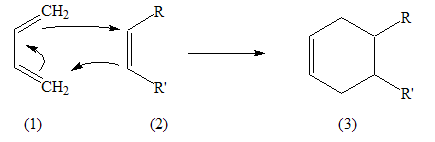
Reazione di Diels-Alder

Esempio di meccanismo concertato è la sostituzione nucleofila bimolecolare (SN2), dove l'ingresso del sostituente nucleofilo e l'uscita del gruppo uscente avviene contemporaneamente generando uno stato di transizione, oppure alcune addizioni, come l'idrogenazione di idrocarburi (alcheni ed alchini), dove è necessario un catalizzatore (platino, palladio, nichel o rodio) che adsorba la molecola di H2. La coppia di elettroni dell'idrogeno molecolare interagisce così con l'orbitale d del catalizzatore, che ne indebolisce il legame. In seguito i due idrogeni si andranno a legare a due carboni dell'alchene/alchino (rispettando la regola di Markovnikov) in un meccanismo che prevede:
- La coppia di elettroni del legame π del carbonio si spostera formando un legame σ tra il carbonio e uno degli idrogeni;
- La coppia di elettroni del legame nella molecola di idrogeno, indebolito, si sposterà per formare un legame σ tra il carbonio che ha perso il legame pi greco e il secondo idrogeno.

Le due reazioni avvengono simultaneamente e senza la formazione di un carbocatione intermedio.
Avvengono con meccanismo concertato anche alcune ciclizzazioni, come la ciclizzazione di aldeidi con il gruppo funzionale -OH o la reazione di Diels-Alder.